# Ignatius Provisore
Ignatius Provisore (en allemand : Ignaz Albrecht Provisore ; en italien : Ignacio Provisore ; mort en 1743 à Breslau) est un stucateur baroque descendant d'Italiens, qui fut actif en Silésie.

## Biographie
Provisore provient probablement d'Italie. Il est mentionné la première fois en 1712, avec d'autres collaborateurs, pour le travail du maître-autel de l'église des jésuites de Passau, église dont la décoration est confiée à un certain nombre d'Italiens. L'autel, dont les travaux de stuc sont dirigés par Provisore, a été conçu par le jésuite Christoph Tausch, originaire de Breslau. Il est donc vraisemblable que ce soit cette rencontre qui ait déterminé Provisore à s'installer à Breslau par la suite.

## Quelques œuvres
- Breslau:

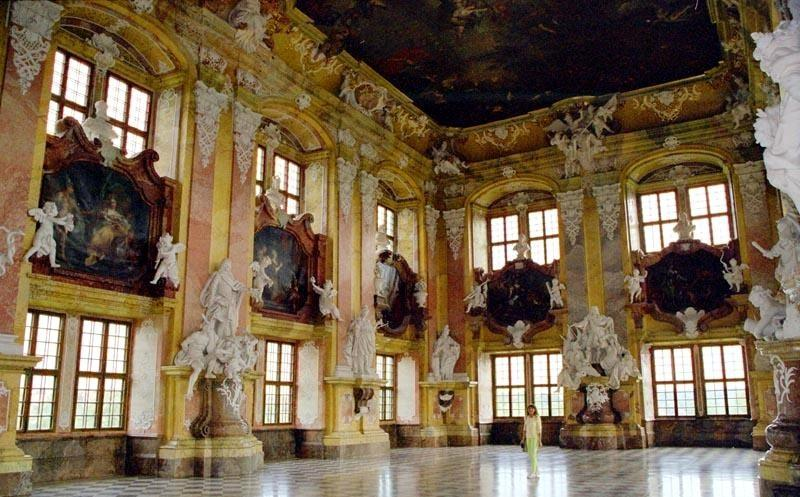
Vue du salon des princes (côté est) de l'abbaye de Leubus

  - Église du Saint-Nom-de-Jésus: fresques murales entourées de stuc en faux-marbre
  - Église Saint-Vincent: aménagement de la chapelle Sainte-Marie avec un monument funéraire de l'abbé prémontré Ferdinand von Hochberg, d'après les dessins de Christoph Hackner (1723-1727), avec la collaboration des sculpteurs Johann Albrecht Siegwitz et Johann Georg Urbansky, ainsi que du tailleur de pierre Johann Adam Karinger.
- Château Fürstenstein: stucs des plafonds du salon Maximilien (Maximiliansaal) sur commande du comte von Hochberg
- Abbaye de Grüssau: stucs de la chapelle princière (1736)
- Abbaye de Leubus: stucs et décoration du salon des princes (1735-1737), les sculptures étant de Franz Joseph Mangoldt et les fresques de Christian Philipp Bentum

## Source
- (de) Cet article est partiellement ou en totalité issu de l’article de Wikipédia en allemand intitulé « Ignaz Albrecht Provisore » (voir la liste des auteurs).